# Emma Navarro
Emma Navarro (New York, Amerikai Egyesült Államok, 2001. május 18. –) párosban junior Grand Slam-tornagyőztes amerikai hivatásos teniszezőnő.
2015-től profi teniszjátékos. Pályafutása során egyéniben két WTA és hét ITF-tornagyőzelmet aratott, párosban egy ITF-tornagyőzelemmel rendelkezik.
Juniorként egyéniben döntőt játszott, valamint párosban győzött a 2019-es Roland Garroson, és döntős volt párosban a 2019-es Australian Openen. A felnőtt mezőnyben a Grand Slam-tornákon a legjobb eredményét egyéniben a 2024-es US Openen érte el, ahol az elődöntőig jutott. Párosban a 2024-es Roland Garros hozta el legnagyobb sikerét, ahol a negyeddöntőbe jutott. Legjobb világranglista helyezése egyéniben a 8. hely, amelyre 2024. szeptember 9-én került, párosban a legjobbjaként a 93. helyen állt 2024. augusztus 12-én.

## Családja
Nagyapja Frank Navarro egykori amerikai futballista és edző, szülei Ben és Kelly Navarro milliárdosok. Apja a Sherman Financial Group, LLC alapítója és vezérigazgatója, amely az Egyesült Államok egyik legnagyobb fogyasztói adósságvásárlója, valamint a Credit One Bank tulajdonosa.

## Pályafutása
Egy egyetemi csapatban kezdett teniszezni, ahol sikeres karriert futott be, első évében, 2021-ben NCAA-bajnok lett – ezért az eredményéért szabadkártyát kapott a US Open főtáblájára, ahol az első körben kikapott. 2022-ben döntött úgy, hogy teljes figyelmét a professzionális teniszre fordítja. 2015 szeptemberében szerepelt először egy 10 000 dolláros ITF-tornán. Első ITF-tornadöntőjét 2021 novemberében játszotta a floridai Orlandóban, egy 25 000 dolláros tornán, amit rögtön meg is nyert. 2022 júliusában győzött a lettországi Liepejában rendezett 60 000 dolláros ITF-tornán, 2023-ban már 4 tornagyőzelmet aratott, köztük egy 80 000 dolláros és egy 100 000 dolláros tornán emelhette magasra a trófeát.
Első WTA szereplésére szabad kártyával a 2019-es WTA Charleston tornán került sor, ahol az első körben vereséget szenvedett Laura Siegemundtól. Első WTA-tornagyőzelmét 2024-ben Ausztráliában a Moorilla Hobart International tornán aratta. Párosban 2021-ben szerezte első ITF-tornagyőzelmét Charlestonban egy 15 000 dolláros tornán.
Grand Slam-tornán először a 2019-es US Open selejtezőjében játszhatott, de az 1. körön nem jutott túl. Főtábláján először 2021-es US Openen játszott, szintén szabadkártyával. A 2023-as Roland Garros óta állandó résztvevője a Grand Slam-tornáknak, amelyeken 2024-ben érte el legjobb eredményeit, a US Openen az elődöntőig jutott. Párosban a 2024-es Roland Garros hozta el legnagyobb sikerét, ahol a negyeddöntőbe jutott.

## Junior Grand Slam döntői

### Egyéni

#### Elveszített döntői (1)
| Év   | Bajnokság     | Borítás | Ellenfél         | Eredmény |
| ---- | ------------- | ------- | ---------------- | -------- |
| 2019 | Roland Garros | Salak   | Leylah Fernandez | 3–6, 2–6 |

#### Páros

##### Győzelmek (1)
| Év   | Bajnokság     | Borítás | Partner    | Ellenfél                               | Eredmény |
| ---- | ------------- | ------- | ---------- | -------------------------------------- | -------- |
| 2019 | Roland Garros | Salak   | Chloe Beck | Alina Csarajeva Anasztaszija Tyihonova | 6–1, 6–2 |

##### Elveszített döntők (1)
| Év   | Bajnokság       | Borítás | Partner    | Ellenfél                       | Eredmény |
| ---- | --------------- | ------- | ---------- | ------------------------------ | -------- |
| 2019 | Australian Open | Kemény  | Chloe Beck | Nagy Adrienn Natsumi Kawaguchi | 4–6, 4–6 |

## WTA-döntői

### Egyéni

#### Győzelmei (2)
| Összesítés                   |
| Grand Slam-torna (0)         |
| WTA 1000 (kötelező)* (0)     |
| WTA 1000 (nem kötelező)* (0) |
| WTA 500* (1)                 |
| WTA 250* (1)                 |

| No. | Dátum            | Torna                                 | Borítás | Ellenfél a döntőben | Eredmény a döntőben | Eredmény a döntőben |
| 1.  | 2024. január 14. | Moorilla Hobart International, Hobart | Kemény  | Elise Mertens       | 6–1, 4–6, 7–5       |                     |
| 2.  | 2025. március 2. | Mérida Open, Mérida                   | Kemény  | Emiliana Arango     | 6–0, 6–0            |                     |

## WTA 125K döntői

### Egyéni

#### Elveszített döntői (2)
|    | Dátum            | Torna                   | Borítás | Ellenfél a döntőben | Eredmény a döntőben |
| 1. | 2023. július 16. | Nordea Open, Båstad     | Salak   | Olga Danilović      | 6–7(4), 6–3, 3–6    |
| 2. | 2023. május 19.  | Trophée Clarins, Párizs | Salak   | Gyiana Snajgyer     | 2–6, 6–3, 4–6       |

## ITF döntői

### Egyéni: 11 (7–4)
| Díjazás              |
| -------------------- |
| $100,000 torna       |
| $80,000 torna        |
| $60,000 torna        |
| $25,000 torna        |
| $10,000/15,000 torna |

| Borításonként |
| ------------- |
| Kemény (2–0)  |
| Salak (5–3)   |
| Fű (0–1)      |
| Szőnyeg (0–0) |

| Eredmény | Gy–V | Dátum            | Torna                                  | Borítás | Ellenfél         | Eredmény      |
| -------- | ---- | ---------------- | -------------------------------------- | ------- | ---------------- | ------------- |
| Győztes  | 1–0  | 2021. november   | ITF Orlando, Egyesült Államok          | Salak   | Allie Kiick      | 3–6, 6–2, 6–3 |
| Döntős   | 1–1  | 2022. július     | Amstelveen Open, Hollandia             | Salak   | Simona Waltert   | 6–7(10), 0–6  |
| Győztes  | 2–1  | 2022. július     | Liepāja Open, Lettország               | Salak   | Jüan Jüe         | 6–4, 6–4      |
| Döntős   | 2–2  | 2022. szeptember | Montreux Ladies Open, Svájc            | Salak   | Tamara Korpatsch | 4–6, 1–6      |
| Győztes  | 3–2  | 2023. január     | ITF Naples, Egyesült Államok           | Kemény  | Peyton Stearns   | 6–3, 7–5      |
| Döntős   | 3–3  | 2023. január     | ITF Vero Beach, Egyesült Államok       | Salak   | Marie Benoît     | 2–6, 5–7      |
| Győztes  | 4–3  | 2023. április    | ITF Charleston Pro, Egyesült Államok   | Salak   | Peyton Stearns   | 2–6, 6–2, 7–5 |
| Győztes  | 5–3  | 2023. április    | Charlottesville Open, Egyesült Államok | Salak   | Ashlyn Krueger   | 6–4, 6–4      |
| Döntős   | 5–4  | 2023. június     | Ilkley Trophy, Egyesült Királyság      | Fű      | Mirjam Björklund | 4–6, 5–7      |
| Győztes  | 6–4  | 2023. október    | Tyler Pro Challenge, Egyesült Államok  | Kemény  | Kayla Day        | 6–3, 6–4      |
| Győztes  | 7–4  | 2023. november   | ITF Charleston Pro, Egyesült Államok   | Salak   | Udvardy Panna    | 6–1, 6–1      |

### Páros: 1 (1–0)
| Díjazás              |
| -------------------- |
| $100,000 torna       |
| $80,000 torna        |
| $60,000 torna        |
| $25,000 torna        |
| $10,000/15,000 torna |

| Borításonként |
| ------------- |
| Kemény (0–0)  |
| Salak (1–0)   |
| Fű (0–0)      |
| Szőnyeg (0–0) |

| Eredmény | Gy–V          | Dátum                            | Torna | Borítás    | Partner                             | Ellenfelekl | Eredmény |
| -------- | ------------- | -------------------------------- | ----- | ---------- | ----------------------------------- | ----------- | -------- |
| Győztes  | 2017. október | ITF Charleston, Egyesült Államok | Salak | Chloe Beck | Kszenyija Kuznyecova Maria Martinez | 6–1, 6–4    |          |

## Eredményei Grand Slam-tornákon

### Egyéni
| Grand Slam | Australian Open | Australian Open     | Roland Garros | Roland Garros    | Wimbledon   | Wimbledon       | US Open        | US Open          |
| Év         | Eredmény        | Utolsó ellenfél     | Eredmény      | Utolsó ellenfél  | Eredmény    | Utolsó ellenfél | Eredmény       | Utolsó ellenfél  |
| 2019       | –               | –                   | –             | –                | –           | –               | Selejtező (Q1) | Selejtező (Q1)   |
| 2020       | –               | –                   | –             | –                | elmaradt    | elmaradt        | –              | –                |
| 2021       | –               | –                   | –             | –                | –           | –               | 1. kör         | Christina McHale |
| 2022       | –               | –                   | –             | –                | –           | –               | –              | –                |
| 2023       | –               | –                   | 2. kör        | Bianca Andreescu | 1. kör      | J Alekszandrova | 1. kör         | Magdalena Fręch  |
| 2024       | 3. kör          | Dajana Jasztremszka | 4. kör        | Arina Szabalenka | Negyeddöntő | Jasmine Paolini | Elődöntő       | Arina Szabalenka |
| 2025       | Negyeddöntő     | Iga Świątek         | 1. kör        | J Bouzas Maneiro | 4. kör      | Mirra Andrejeva |                |                  |

## Év végi világranglista-helyezései
| Év     | 2017 | 2018 | 2019 | 2020 | 2021 | 2022  | 2023 | 2024 |
| Egyéni | –    | 763. | 486. | 463. | 233. | 143.  | 38.  | 8.   |
| Páros  | 868. | 696. | 444. | 409. | 370. | 1073. | 501. | 98.  |